# Efebo de Agda
El Efebo de Agda  es una estatua antigua de bronce, de 1,33 m de altura, que data del siglo II a. C., conservada en el Museo del Efebo. 

## Historia

### Descubrimiento

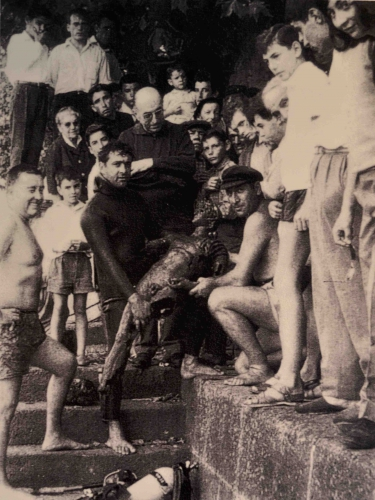
El descubrimiento de la estatua el 13 de septiembre de 1964. El efebo es sostenido por Jacky Fanjaud (con escafandra) y Denis Fonquerle (derecha).

Fue descubierto en 1964 en el lecho del río Hérault,frente a la catedral de San Esteban,  por Jacky Fanjaud, miembro del GRASPA (Groupe de recherches archéologiques subaquatiques et de plongée d'Agde). La estatua salió de Agda tras su descubrimiento y, después de una necesaria restauración en el laboratorio de arqueología del metal de Jarville-la-Malgrange, el efebo se expuso en el Museo del Louvre durante más de veinte años.

### Reclamación y regreso a Agda
Los habitantes de Agda, apasionados por este descubrimiento y por esta figura emblemática, no dejaron de expresar su deseo de que la estatua volviera a "su" ciudad. El alcalde Pierre Leroy-Beaulieu y Denis Fonquerle fueron los principales artífices de este retorno, que se tradujo en la creación de un nuevo museo. Este fue construido en 1982 por el arquitecto Jean Le Couteur, e inaugurado en 1985. El efebo entró en las colecciones en 1987, en presencia de François Léotard, entonces ministro de Cultura.

## Descripción
Representa a un joven griego de pie, mutilado del brazo derecho y de la parte inferior de las piernas. Este efebo desnudo lleva una diadema y porta un manto en el brazo izquierdo. La escultura de bronce evoca el estilo del escultor Lisipo  y recuerda a los retratos escultóricos de Alejandro Magno en ciertos atributos y convenciones iconográficas, por lo que se ha especulado con la posibilidad de que sea un retrato del rey macedonio.

## Homenaje
El efebo se ha convertido en emblema de la ciudad de Agda. Su cabeza estilizada figura en un antiguo logotipo del municipio. Una gran copia de resina se erigió en una rotonda (el rond-point de l'Éphèbe) cerca de la circunvalación sur. Con motivo del 30.º aniversario de la llegada de la estatua a Agda, el museo del Efebo encargó a la artista Anita Gauran una serie de fotografías que lo representaran.